# Не следи
Не следи (лат. non sequitur) је честа логичка грешка која има карактер софизма, али може бити и паралогичка грешка. Она се састоји у томе да се у неком размишљању и тврђењу учини логички (мисаоно) неутемељен скок од премисе ка закључку, скок мисли који није оправдан премисом, а који није непосредно јасан као такав. Простије казано – закључак не следи из премисе односно не постоји нужна веза између премисе и закључка.

## Примери
- Хиљаде људи верују у астрологију, мора да има истине у њој.

Људи могу веровати колико желе у нешто, али чињеница је да звезде не утичу на понашање људи.
- Купите овај луксузни мобилни телефон и увек ћете привлачити пажњу људи.

Можда нећете имати најлуксузнији телефон у друштву, а чак и да имате не значи да ће људи то приметити.
- Јован тврди да у Библији има грешака, нисам знао да је атеиста.

То што је Јован нашао грешку не значи да је атеиста. Можда припада другој религији, а можда је и хришћанин само је приметио да није све у Библији тачно.
- Ако наш непријатељ не жели да учини овај уступак онда је то доказ да он не жели мир.

Овде се може радити о ултиматуму и зато неће прихватити, а то не значи да не желе мир. 